# الانتخابات في روسيا

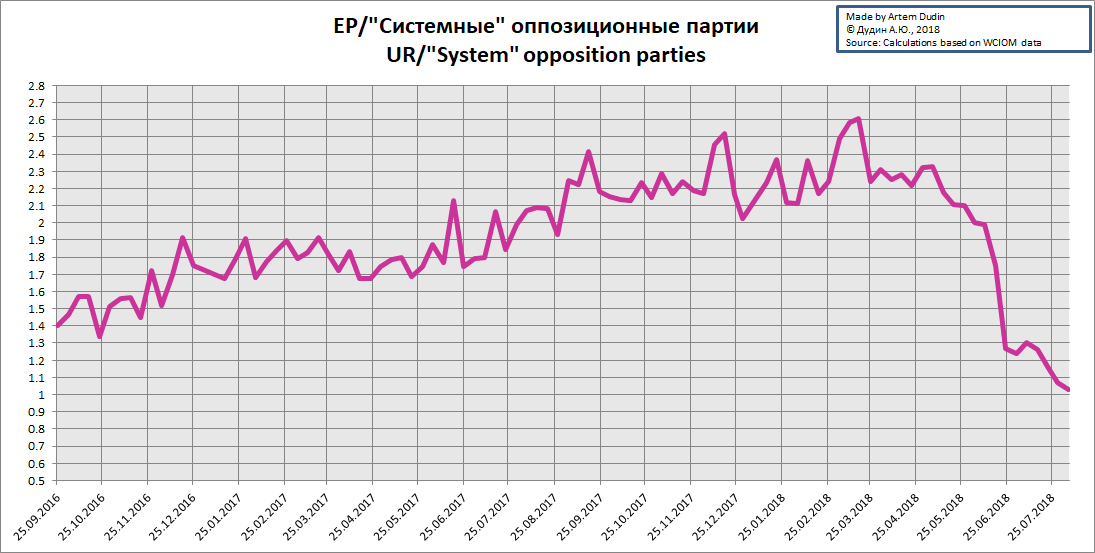
النسبة بين حزب روسيا الموحدة وأحزاب المعارضة الرسمية

تنتخب روسيا على المستوى الفيدرالي رئيسًا لرئاسة الدولة ومجلسًا تشريعيًا هو أحد مجلسي الجمعية الاتحادية. يُنتخب الرئيس من قبل الشعب لفترتين متتاليتين على الأكثر مدة كل منها ست سنوات (كانت المدة أربع سنوات حتى ديسمبر 2008). تتكون الجمعية الاتحادية من مجلسين. يضم مجلس الدوما 450 عضوًا يُنتخبون لمدة خمس سنوات (كانت المدة أربع سنوات أيضًا حتى ديسمبر 2008). لا يُنتخب مجلس الاتحاد مباشرة؛ إذ يرسل كل كيانٍ من كيانات روسيا الاتحادية البالغ عددها 85 مندوبَين إلى مجلس الاتحاد، ليصبح المجموع 170 عضوًا.
منذ عام 1990، أجريت سبعة انتخابات لرئاسة الجمهورية وسبعة انتخابات برلمانية.
على مدار الانتخابات الرئاسية السبعة، لم يكن هناك حاجة إلى عقد جولة ثانية سوى مرة واحدة فقط، في عام 1996. تعاقب على منصب الرئاسة ثلاثة رؤساء؛ انتُخب بوريس يلتسن في عام 1991 و 1996، وانتُخب فلاديمير بوتين في عام 2000 و 2004 و 2012 و 2018 ودميتري ميدفيديف في عام 2008. جاء المرشح الشيوعي (من الحزب الشيوعي السوفيتي أو الحزب الشيوعي لروسيا الاتحادية) في المرتبة الثانية في كل مرة: نيكولاي ريجكوف في عام 1991، وغينادي زوغانوف في عام 1996 و 2000 و 2008 و 2011، ونيكولاي خاريتونوف في عام 2004 وبافيل غرودينين في عام 2018. في عام 1996 فقط، حصل مرشح ثالث هو ألكسندر ليبيد على أكثر من 10% من الأصوات في الجولة الأولى.
في الانتخابات البرلمانية، كان الحزب الشيوعي أكبر حزب في انتخابات عام 1995 و 1999 بنسبة 35% و 24% من الأصوات على التوالي. فاز الحزب الليبرالي الديمقراطي الروسي بنسبة تراوحت بين 5 و 15% من الأصوات، وفاز يابلكا بنسبة 10% من الأصوات عام 1995 ونحو 5% في الانتخابات الثلاثة الأخرى. أما الأحزاب الوحيدة التي حصلت على أكثر من 10% من الأصوات فهي حزب الاختيار الديمقراطي لروسيا بنسبة 16% في عام 1993، وحزب وطننا - روسيا بنسبة 12% في عام 1995، وفي عام 1999، حزب الوحدة بنسبة 23%، وحزب الوطن - روسيا كلها بنسبة 13% وفصيل نواب الشعب بنسبة 15%. أصبح حزب روسيا الموحدة -تحالف يضمّ حزبي الوحدة والوطن - روسيا كلها- أكبر حزب بنسبة 38% في عام 2003.

## الانتخابات الفيدرالية

### الرئاسية
يُنتخب الرئيس وفق نظام الجولتين كل ست سنوات، من دون وجود حدٍّ لعدد الولايات اعتبارًا من عام 2020. قبل عام 2012، كانت مدة الولاية أربع سنوات. إذا لم يفز أي مرشح بالأغلبية المطلقة في الجولة الأولى، تُعقد جولة انتخابية ثانية بين المرشحَين الحاصلَين على أكبر عدد من الأصوات. جرت آخر انتخابات رئاسية في عام 2018، ومن المتوقع إجراء الانتخابات التالية في عام 2024.
تخضع الرئاسة في الاتحاد الروسي للمادتين 80-93 من الدستور الروسي، والمعلومات الواردة في هاتين المادتين تشرح نظام الانتخابات في روسيا، والنقاط الرئيسية التي يجب تسليط الضوء عليها ما يلي:
- يُنتخب الرئيس على أساس الاقتراع العام والمتكافئ والمباشر من خلال الاقتراع السري.
- يُنتخب الرئيس لولاية مدتها ست سنوات.
- يحقّ لأي مواطن في الاتحاد الروسي يبلغ من العمر 35 عامًا أو أكثر ولديه إقامة دائمة في روسيا منذ 10 سنوات على الأقل الترشح للرئاسة في روسيا.
- لا يجوز انتخاب نفس الشخص رئيسًا للاتحاد الروسي لأكثر من فترتين متتاليتين.[5]

### البرلمانية
تحدث الانتخابات التشريعية في كيانات روسيا الاتحادية الخمسة والثمانين التي تتنوع بين الأوبلاستات، والجمهوريات، والأقاليم المستقلة، والأوكروغات المستقلة.
تُجرى انتخابات مجلس الدوما في روسيا كل خمس سنوات، ويكون التنافس على 450 مقعدًا في البرلمان. تُخصّص نصف المقاعد من خلال تصويت القائمة الحزبية بالتمثيل النسبي بحد أدنى 5%. يعيَّن النصف الآخر من خلال التصويت بالأغلبية، إذ يُنتخب نائب واحد لدائرة انتخابية واحدة. وتشكَّل المجالس الإقليمية مع نوابها المعنيين من خلال هذا النظام. تخضع الهيئة التشريعية في روسيا (مجلس الاتحاد ومجلس الدوما) للمادتين 94-109 من الدستور اللتين تشرحان النقاط المهمة حول انتخابات البرلمان في روسيا، وهي:
- يُنتخب مجلس الدوما (البرلمان) لمدة 5 سنوات.
- يحقّ لأي مواطن في الاتحاد الروسي يبلغ من العمر 21 عامًا على الأقل الترشح.
- يدعو الرئيس إلى انتخابات مجلس الدوما وفقًا للدستور.
- يُنتخب مجلس الاتحاد انتخابًا غير مباشر، ويعيَّن عضوٌ واحدٌ من الحكومة وعضوٌ واحدٌ من السلطة التشريعية لكل وحدة من الوحدات الفيدرالية الخمسة والثمانين في روسيا وفقًا للقوانين ذات الصلة وأحكام الدستور وتعديلاته. يتمتع الرئيس أيضًا بالسلطة لتعيين أي شخص عضوًا في المجلس.

في مايو 2012، وقّع الرئيس ميدفيديف قانونًا جديدًا يعفي الأحزاب السياسية من الحاجة إلى جمع التوقيعات لخوض الانتخابات البرلمانية.[بحاجة لمصدر]